# Anders Puck Nielsen
Anders Puck Nielsen (født 26. november 1979 i Herlev) er en dansk orlogskaptajn og militæranalytiker ved Forsvarsakademiet, som har været aktiv i at formidle forsvars-relaterede emner i de danske medier. I 2023 var han den sjettemest citerede ekspert. Han er han vært på podcasten krigskunst.dk, er tilbagevendende gæst hos Krigens Døgn.
Han har været chef for skoleskibet A544 Alholm, næstkommanderende for miljøskibet A560 Gunnar Thorson og skibschef for Diana-klassen.